# 嘲笑に訴える論証
嘲笑に訴える論証（英語: appeal to ridicule、あるいはappeal to mockery、an absurdo、horse laughとも呼ばれる ）は、相手の主張を不条理、馬鹿げている、または滑稽であるとし、従ってまともに取り合う価値はないと結論する非形式的誤謬である。
嘲笑に訴える論証は、複雑な状況や議論を無関係なものと比較することで行われる。話の腰を折っていわゆる笑いのタイミングを作り出したり、言葉遊びを始めたり、議論やその相手を冗談の対象にしたりするため、笑いの対象となるありふれた出来事やその他の無関係なものと比較する形で行われることが多い。これは、相手の議論や立場を嘲笑し、聴衆の感情的な反応を引き出し（一種の感情に訴える論証である）、その議論の直感に反する側面を強調し、愚かで常識外れに見えるようにする修辞的な戦術である。これは一般的に、相手の主張を狭量に解釈したり過度に単純化したりして嘲笑することで行われる。この戦術においては皮肉も多用される。

## 例
嘲笑に訴える論証の例を挙げる。
A氏が、大陸群がかつての超大陸パンゲアにおいてどのように一体化していたかを説明した。
（プレートテクトニクス学説を信じていない）B氏は、「その通り、確かに何億年も前にレーザーが地球を切り裂き、巨大な陸塊をそれぞれの断片に分解したのでしょうね。」と返答する。